# 蒂皮尼耶群島
蒂皮尼耶群島（英語：Tupinier Islands）是南極洲的群島，位於葛拉漢地的特里尼蒂半島北岸，處於杜科爾普斯角以西6公里，由法國探險隊發現，現時由南極條約體系管理。